# Awake (televisieserie)
Awake is een Amerikaanse politie/fantasy serie, bedacht door Kyle Killen. De serie werd van 1 maart tot 24 mei 2012 uitgezonden op  NBC, maar na 1 seizoen van 13 afleveringen alweer stopgezet. 

## Plot
De serie draait om Michael Britten, een inspecteur bij de politie van Los Angeles. Op een dag raakt hij samen met zijn vrouw Hannah en hun zoon Rex betrokken bij een auto-ongeluk.
Vanaf die dag leeft Michael in twee verschillende realiteiten; een waarin zijn vrouw het ongeluk heeft overleefd maar hun zoon tijdens het ongeluk om het leven is gekomen, en een waarin het juist precies andersom is. Michael houdt de twee realiteiten uit elkaar middels het dragen van twee verschillend gekleurde polsbanden; rood voor de realiteit waarin Hannah nog leeft, en groen voor de realiteit waarin Rex nog leeft. Michael wisselt tussen de twee realiteiten heen en weer tijdens zijn slaap; zodra hij in de ene realiteit in slaap valt, wordt hij in de andere wakker. Hij heeft hier zelf verder geen controle over.
In beide realiteiten bezoekt Michael een psychiater om hem te helpen met dit verschijnsel; Dr. John Lee in de "rode realiteit", en Dr. Judith Evans in de "groene realiteit". Ondertussen gaat hij gewoon door met zijn politiewerk. In de "rode realiteit" wordt hij hierin bijgestaan door Efrem Vega, en in de "groene realieit" door Isaiah Freeman. Geregeld weet hij middels voorkennis uit de ene realiteit een zaak in de andere op te lossen, maar het dubbelleven bezorgt hem ook veel verwarring. Zo is hij er nooit helemaal zeker van of een van de twee realiteiten niet gewoon een droom is, en zo ja welke van de twee dat dan is. Dit leidt geregeld tot botsingen tussen Michael en zijn collega's.

## Rolverdeling
- Jason Isaacs - Detective Michael Britten
- Laura Allen - Hannah Britten
- Steve Harris - Detective Isaiah "Bird" Freeman
- Dylan Minnette - Rex Britten
- BD Wong - Dr. Jonathan Lee
- Michaela McManus - Tara
- Wilmer Valderrama - Detective Efrem Vega
- Cherry Jones - Dr. Judith Evans

## Achtergrond
De pilotaflevering voor Awake werd in februari 2011 aangekocht door NBC. In mei dat jaar kreeg de serie groen licht. 
De serie werd geproduceerd door Letter Eleven en Howard Gordon's Teakwood Lane Productions, in samenwerking met 20th Century Fox Television. Killen koos Gordon als showrunner voor zijn serie. De serie werd geschreven door Killen, Gordon, Evan Katz, Lisa Zwerling,Noelle Valdivia, Leonard Chang,Davey Holmes en David Graziano. 
Behalve op NBC werd Awake ook uitgezonden op Global Television Network in Canada. Awake wist ongeveer 4,8 miljoen kijkers per aflevering te trekken, waarmee de serie op de 125e plaats in de kijkcijfers voor het seizoen 2011 – 2012 staat. NBC vond dit echter te laag en zette  de serie daarom stop. De serie kreeg overigens wel goede recensies. 
In juni 2011 won Awake de Critics' Choice Television Award for Most Exciting New Series.